# Marie Dal Zotto
Marie Dal Zotto est une actrice française, née en 1988 à Grenoble dans l'Isère,,,. Elle a la particularité de posséder un chromosome surnuméraire sur la 21e paire, présence caractéristique de la trisomie 21. C'est en raison de cette particularité génétique qu'elle entame une carrière à la télévision dans le téléfilm Mention particulière de Christophe Campos (2017).

## Biographie

### Jeunesse et formations
Marie Dal Zotto est née en 1988 à Grenoble, dans l'Isère. Elle est diagnostiquée porteuse de la trisomie 21.
À 14 ans, elle fait du théâtre, via le collectif d'artistes Apethi. Elle est scolarisée par ses parents jusqu'à l'âge de 18 ans, alternant les instituts médico-éducatifs et l'école ordinaire. Elle effectue plusieurs stages dans le milieu professionnel avant de trouver enfin un emploi fixe dans sa vingtième année.

### Carrière
En 2017, Marie Dal Zotto commence sa carrière dans le téléfilm Mention particulière de Christophe Campos, diffusé sur TF1, dans le rôle de Laura, une jeune femme trisomique passant son baccalauréat en candidate libre.
En août 2020, on apprend qu'elle reprend le rôle de Laura dans la suite, intitulée Mention particulière : Bienvenue dans l'âge adulte, de Cyril Gelblat (2021),,,. En octobre de la même année, elle joue également dans deux épisodes de la série Léo Matteï, Brigade des mineurs, aux côtés de Jean-Luc Reichmann.

### Vie privée
Marie Dal Zotto est en couple avec Enzo Achour 21,

## Filmographie

### Téléfilms
- 2017 : Mention particulière de Christophe Campos : Laura (2 parties)
- 2021 : Mention particulière : Bienvenue dans l'âge adulte de Cyril Gelblat : Laura

### Série télévisée
- 2021 : Léo Matteï, Brigade des mineurs : Claire (2 épisodes)

## Distinctions
- Festival de la fiction TV de La Rochelle 2017 : prix du jeune espoir féminin Adami pour son rôle dans Mention particulière